# تشارلز نداكا
تشارلز نداكا (باليابانية: ンドカ・チャールス) هو لاعب كرة قدم ياباني، ولد في 8 أغسطس 1998 في سايتاما في اليابان.

## وصلات خارجية
- تشارلز نداكا على موقع رابطة كرة القدم اليابانية للمحترفين (اليابانية)
- تشارلز نداكا على موقع قاعدة بيانات كرة القدم.إي يو (الإنجليزية)
- تشارلز نداكا على موقع Soccerway.com (الإنجليزية)